# Jovan Lukić
Jovan Lukić (serbisch-kyrillisch Јован Лукић; * 20. Januar 2002 in Valjevo) ist ein serbischer Fußballspieler.

## Karriere

### Verein
Lukić begann seine Karriere beim FK Partizan Belgrad. Zur Saison 2017/18 wechselte er in die Jugend des FK Čukarički. Im Juni 2020 gab er sein Debüt für die Profis von Čukarički in der SuperLiga. Bis zum Ende der Spielzeit 2019/20 kam er zweimal zum Einsatz. Zur Saison 2020/21 rückte er dann fest in den Profikader und absolvierte 21 Ligaspiele. In der Saison 2021/22 kam er zu 31 Einsätzen im Oberhaus.
Nach weiteren zehn Einsätzen bis zur Winterpause 2022/23 wechselte Lukić im Januar 2023 nach Österreich zum Bundesligisten LASK. Die Linzer verliehen den Mittelfeldspieler aber direkt nach Portugal an den Zweitligisten SC União Torreense. Für Torreense spielte er bis Saisonende 15 Mal in der Segunda Liga. Im Juni 2023 wurde die Leihe anschließend um eine weitere Saison verlängert.
Nachdem er zu Beginn der Saison 2023/24 nicht mehr zum Einsatz gekommen war, wechselte er im September 2023 fest zurück Serbien zum FK Spartak Subotica. Nach einer beendeten Saison und einer weiteren halben, sicherte sich das US-amerikanische MLS-Franchise Philadelphia Union seine Dienste zur Saison 2025.

### Nationalmannschaft
Lukić durchlief ab der U-18 sämtliche serbische Jugendnationalauswahl.